# Fișa de verificare
Fișa de verificare (engleză Check sheet; franceză feuille de contrôle, feuille de vérification) este un formular structurat, pregătit pentru colectarea și analiza datelor cantitative sau calitative, referitoare la calitate, fiind unul dintre cele Șapte instrumente de bază ale calității. Acest document se utilizează atunci când se colectează date privind localizarea sau cauzele defectelor, sau date referitoare la frecvența sau organizarea evenimentelor, frecvența defectelor etc. Fișa se folosește și atunci când se colectează date dintr-un proces de producție.
Fișa de verificare se poate utiliza și ca un indice de clasificare a defectelor în diferite categorii. În ultimul caz, acest tip de fișă conține una sau mai multe coloane în care sunt înscrise observațiile pentru defectele apărute la diferite mașini, materiale, metode de lucru și operatori, în procesul de producție; de asemenea, se construiesc una sau mai multe coloane în care se notează perioadele în care produsele rezultate ale procesului vor trebui să fie observate (ora, schimbul de lucru, ziua). O fișă de verificare pentru clasificare oferă o prezentare generală, vizuală, a domeniilor cu probleme.

## Procedura de utilizare
În vederea utilizării fișei de verificare se poate aplica următoarea procedură:
- Se definește ce situație sau problemă trebuie observată prin prelevarea de date. Se dezvoltă definiții operaționale.
- Se stabilește când vor fi colectate datele și pentru cât timp.
- Se completează formularul astfel încât datele să fie înregistrate prin înscrierea unui X sau unui simbol similar.
- Se realizează o legendă a spațiilor libere de pe formular.
- De fiecare dată când evenimentul sau problema-țintă apare, se repetă înregistrarea datelor pe formular.

O caracteristică definitorie a fișei de verificare este aceea că datele sunt înregistrate prin marcări („bife”) pe fișă.

### Alte tipuri de fișe de verificare
Fișa de verificare pentru scara de măsurare: o scară de măsurare este divizată în intervale, iar măsurătorile sunt indicate prin marcare în intervalul adecvat.
Fișa pentru localizare: poziția unui indiciu dintr-o imagine a unei părți componente sau a unui element va fi indicată pe fișă.
Aceste exemple de fișe de verificare nu epuizează întreaga diversitate de fișe care pot fi elaborate.